# Відкрита наука
Відкрита наука — парасольковий термін для руху, мета якого — зробити наукові дослідження, наукові дані та їхнє поширення доступними для всіх рівнів зацікавленого суспільства, як для любителів, так і для професіоналів.
Включає в себе такі заходи, як публікації відкритих досліджень (англ. open research), кампанії на підтримку відкритого доступу, стимулювання вчених до використання «науки з відкритим блокнотом» (англ. open notebook science), і загалом полегшення публікації та обігу наукового знання.

## Історія
Появу сучасної концепції відкритої науки можна пов'язати з широким поширенням такого інституту, як наукові журнали. До цього часу вчені повинні були перш за все приховувати свої відкриття через низку соціальних причин.

### До виникнення журналів
До появи наукових журналів науковці радше втрачали, ніж вигравали від публікації своїх відкриттів. Чимало дослідників, зокрема Галілео Галілей, Йоганн Кеплер, Ісаак Ньютон, Християн Гюйгенс та Роберт Гук, відстоювали першість на свої відкриття, описуючи їх в зашифрованих текстах, і потім поширюючи ці зашифровані тексти. Такий спосіб захисту інтелектуальної власності був пов'язаний з бажанням перетворити відкриття на джерело прибутку, і лише потім зробити його надбанням громадськості, щоб мати моральне право претендувати на його використання.
Сформована практика, коли відкриття не опубліковувались, створювала проблеми, оскільки це означало, що вчені не мали можливості швидко довідатися про розробки та відкриття один одного, тож пріоритет у відкритті часом було довести важко. Так Ньютон і Лейбніц обидва претендували на першість у відкритті математичного аналізу. Ньютон на своє виправдання твердив, що вперше сформулював основи теорії диференціальних рівнянь в 1660-і і 1670-і роки, але не публікував їх до 1693 року, натомість Лейбніц опублікував свій трактат на цю тему 1684 року.
Подібні випадки дуже характерні для системи аристократичного патронажу, в якій науковці отримували фінансування для розробки або відкриттів, за умови що вони дають негайну практичну віддачу, або для розваги. У цьому сенсі наука підвищувала престиж аристократа-покровителя так само, як і його заступництво художникам, письменникам, архітекторам та філософам. Тож дослідники були змушені задовольняти потреби своїх покровителів і не були зацікавлені оприлюднити відкриття з тим, щоб ті приносили користь іншим особам, ніж їхні покровителі.

### Виникнення академій та журналів
Поступово система індивідуального покровительства втрачала ефективність — суспільство потребувало вирішення значно масштабніших проблем, ніж ті, що могли зацікавити навіть найосвіченіших меценатів. Крім того, навіть найбагатші меценати не могли забезпечити постійне фінансування дослідження фундаментальних проблем, які вимагають глибокого вивчення, оскільки їхня власна кар'єра була нестабільною. Так виникли академії — об'єдання вчених, які отримували спільне фінансування з різних джерел. 1660 року в Англії виникло Королівське наукове товариство, а 1666 року у Франції з'явилася Французька академія наук. У період між 1660-ми та 1793 роком уряди різних країн офіційно визнали 70 інших наукових організацій, сформованих за зразком двох перших академій. 1665 року Генрі Ольденбург став редактором першого наукового журналу — «Філософські праці Королівського товариства». До 1699 року існувало вже 30 наукових журналів, а 1790 року їх стало 1052. У наступному столітті темпи виникнення наукових журналів значно зросли.

### Співпраця між професійними вченими
Починаючи з кінця XVIII — початку XIX століття численні академії переконували вчених в університетах, які отримували фінансування з публічних фондів, брати участь у спільних дослідженнях, в тому числі таких, право власності на яких залишалося за організаторами дослідницького процесу. Деякі продукти досліджень були комерційно прибутковими, у зв'язку з чим дослідні установи залишали інформацію про них закритою; це часом стримувало прогрес знання, оскільки публікації на ці теми могли б сприяти просуванню досліджень в інших закладах.

## Політика
У багатьох країнах уряди фінансують принаймні частину наукових досліджень. Нерідко вчені публікують результати своїх досліджень у наукових журналах, які є комерційними виданнями. У свою чергу, ці видання передплачують публічні установи — університети та бібліотеки. Michael Eisen, засновник Public Library of Science, описав цю систему так: «платники податків, які вже сплатили за дослідження, повинні знову платити за те, щоб ознайомитись з результатами».
У грудні 2011 року в США був висунутий законопроєкт Research Works Act, який пропонував заборонити федеральним агентствам видавати гранти, які містять умову про те, що статті, в яких повідомляється про дослідження, що фінансувалися з державних коштів, повинні бути доступні в Інтернеті. Даррелл Айса (Durrell Issa), один з ініціаторів законопроєкту, на його підтримку заявив: «Дослідження, що фінансується з публічних фондів, є і повинно надалі залишатися абсолютно доступним для громадськості. Ми також повинні захистити додану вартість, яка додається до цих досліджень приватним сектором, і забезпечити, щоб і надалі існувало активне співтовариство як комерційних, так і не орієнтованих на прибуток дослідників». У відповідь на цей законопроєкт низка дослідників виступили з протестами. Серед протестних заходів помітну роль зіграв бойкот видавництва Elsevier, що отримав назву «Вартість знання» (The Cost of Knowledge).

### Амстердамський заклик
У 2016 році в рамках засідання Ради з питань конкурентоспроможності Ради Європейського Союзу було затверджено заклик Amsterdam Call for Action on Open Science  Заклик передбачає перехід у відкритий доступ до 2020 року всіх наукових публікацій, зроблених на території Європи і тих що зроблені за підтримки громадян, тобто не на приватні кошти чи персональні гранти.

## Аргументи проти відкритої науки
Вчені не можуть впоратися з надлишком несортованої інформації.
Низка вчених розглядає як стимулюючий фактор обмежену кількість інформації, яку вони отримують від інших. Зокрема, Александра Гротендік висловив думку про те, що бажав би «домагтися результатів власним шляхом, вивчаючи те, що я сам хочу знати, а не те, з приводу чого існує консенсус».
Деякі результати науки можуть бути використані на шкоду людям і довкіллю.
Відомий скандал, коли в 2009 р. було викрадено електронне листування вчених з приводу кліматичних досліджень (Climatic Research Unit email controversy). 2011 року нідерландські дослідники заявили про свій намір опублікувати в журналі Science статтю, де описувалося створення штаму вірусу H5N1, який міг легко передаватися між фретками — тваринами, чия реакція на вірус найбільшою мірою нагадувала людську. Заява викликала скандал як серед політиків, так і серед науковців з приводу етичних наслідків публікації наукових даних, які можуть використовуватися для створення біологічної зброї. Ці події є прикладами (потенційного) зловживання науковою інформацією.
Громадськість не зрозуміє наукових даних.
2009 року NASA запустила апарат «Кеплер» та пообіцяла оприлюднити зібрані ним дані в червні 2010 року. Пізніше було прийнято рішення затримати публікацію, аби спочатку з даними ознайомилися вчені, оскільки нефахівці можуть невірно інтерпретувати ці дані або спотворити їх внаслідок неточного цитування.
Збільшення обсягів інформації ускладнює перевірку відкриттів.
Що більше людей публікують свої дані, то складніше їх зібрати й обробити, перш ніж прийти до висновків. Крім того, при збільшенні масиву даних підвищується і частка низькоякісної інформації.

## Аргументи на підтримку відкритої науки
Деякі недавні скандали, пов'язані з науковими публікаціями, доволі показові щодо того, яку користь приносить відкрита наука.
Відкрита публікація дослідницьких звітів дозволяє ретельніше рецензувати статті.
Стаття, опублікована групою астробіологів NASA в 2010 році в журналі Science, повідомляла про нову бактерію під назвою GFAJ-1, яка нібито використовувала у своєму метаболізмі миш'як (на відміну від інших раніше відомих форм життя). Це відкриття, так само як і твердження NASA, що публікація «вплине на дослідження доказів позаземного життя», зазнали широкої критики наукової спільноти, причому критика нерідко висловлювалася в публічних форумах, таких, як Twitter, де сотні вчених та зацікавлених осіб створили хеш-тег #arseniclife. Розі Редфілд, астробіолог з університету Британської Колумбії, одна з найактивніших критиків дослідження наукової групи NASA, також подала заявку на публікацію чорнового звіту про дослідження, що було проведено нею разом з колегами, в arXiv, — сховище даних відкритих досліджень, і в блозі своєї лабораторії запросила вчених відрецензувати як своє власне дослідження, так і представлене групою NASA.

## Проєкти в рамках відкритої науки
- Allen Brain Atlas[en]
- Galaxy Zoo
- International HapMap Project[en]
- Polymath Project[en]
- Слоанівський цифровий огляд неба

## Організації, які практикують або підтримують відкриту науку
- Open Knowledge Foundation[en]
- Allen Institute for Brain Science[en][25]
- Public Library of Science
- Science Commons[en]